# Jisna Mathew
Jisna Mathew (en malayalam, ജിസ്‌ന മാത്യു, née le 7 janvier 1999 au Kerala) est une athlète indienne, spécialiste du 400 m.

## Carrière
Lors des Championnats d'Asie d'athlétisme 2017, elle remporte la médaille de bronze du 400 m à Bhubaneswar avant de remporter le titre asiatique du relais 4 x 400 m le dernier jour des compétitions.

## Palmarès
| Date | Compétition         | Lieu        | Résultat | Épreuve   | Temps   |
| ---- | ------------------- | ----------- | -------- | --------- | ------- |
| 2017 | Championnats d'Asie | Bhubaneswar | 2e       | 400 m     | 53 s 32 |
| 2017 | Championnats d'Asie | Bhubaneswar | —        | 4 x 400 m | DQ      |

## Records
| Épreuve | Épreuve   | Performance | Lieu      | Date        |
| ------- | --------- | ----------- | --------- | ----------- |
| 400 m   | Plein air | 52 s 65     | New Delhi | 15 mai 2017 |